# Ian Ferguson (Kanute)

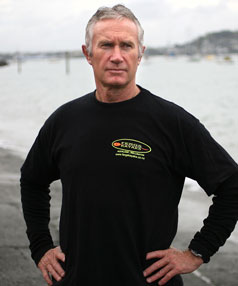
Ian Ferguson 2012

Ian Gordon Ferguson (* 20. Juli 1952 in Taumarunui, Neuseeland) ist ein ehemaliger neuseeländischer Kanute und Rettungssportler.
Ian Ferguson nahm von 1976 bis 1992 fünfmal im Kanusport an Olympischen Spielen teil. Mit vier Goldmedaillen ist er bei Olympischen Spielen der erfolgreichste Sportler Neuseelands. 

## Karriere
Nachdem Ferguson 1976 nicht das Finale im Einerkajak erreichen konnte, war er 1980 einer von nur vier Sportlern aus Neuseeland, die trotz des Olympiaboykotts an den Spielen von Moskau teilnahmen. Er erreichte auf beiden Strecken im Einerkajak das Finale und belegte Platz 7 über 500 Meter und Platz 8 über 1000 Meter.
Nach den Spielen trat Ferguson vom Rennsport zurück und machte einen Laden in Auckland auf. 1983 kehrte er zum Leistungssport zurück und wurde Vizeweltmeister über 500 Meter.
1984 boykottierte der Ostblock die Olympischen Spiele. Ian Ferguson gewann die Strecke über 500 Meter im Einerkajak und zusammen mit Paul MacDonald auch die 500 Meter im Zweierkajak. Beide Kanuten saßen dann auch noch im Vierer, der ebenfalls Gold gewann. Für seine Erfolge wurde er zum Member des Order of the British Empire ernannt.
Mit dem Gewinn des Weltmeistertitels im Zweierkajak über 500 Meter 1985 und über 1000 Meter 1987 bewiesen Ferguson und MacDonald, dass sie auch dann bestehen konnten, wenn alle Länder am Start waren.
Bei den Olympischen Spielen 1988 gewannen Ferguson und MacDonald Gold über 500 Meter und Silber über 1000 Meter. 1992 war Ferguson mit nunmehr 40 Jahren erneut am Start und konnte zusammen mit MacDonald noch einmal Platz 8 über 1000 Meter erreichen.

## Familie
Ferguson und seine Frau Alison haben zwei Söhne: Steven war ein erfolgreicher Schwimmer und nahm an den Olympischen Spielen 2000 in Sydney über 100 m und 200 m Brustschwimmen teil. Bei den Olympischen Spielen 2004 in Athen nahm er an den Kanuwettbewerben im Einer und Zweier (mit Ben Fouhy) teil.

## Rettungssport
Ferguson war ebenfalls einer der besten Rettungssportler Neuseelands. 1972 wurde er Landesmeister im Ironman, Surf Ski und long Board Rennen. Danach gewann er noch die Ironman Titel 1974, 75 und 76, das Surf Ski Race 1976, 77 und 90, und das Paddle Board Race 1976. Er gewann auch Gold- und Silbermedaillen bei den Weltmeisterschaften im Rettungssport.